# العلاقات المالديفية المدغشقرية
العلاقات المالديفية المدغشقرية هي العلاقات الثنائية التي تجمع بين المالديف ومدغشقر.

## مقارنة بين البلدين
هذه مقارنة عامة ومرجعية للدولتين:
| وجه المقارنة                                              | المالديف       | مدغشقر                      |
| --------------------------------------------------------- | -------------- | --------------------------- |
| المساحة (كم2)                                             | 298            | 587.04 ألف                  |
| عدد السكان (نسمة)                                         | 436.33 ألف     | 25.57 مليون                 |
| الكثافة السكانية (ن./كم²)                                 | 146.42 ألف     | 43.56                       |
| العاصمة                                                   | ماليه          | أنتاناناريفو                |
| اللغة الرسمية                                             | اللغة الديفهي  | اللغة الملغاشية، لغة فرنسية |
| العملة                                                    | روفيه مالديفية | أرياري مدغشقري              |
| الناتج المحلي الإجمالي (بليون دولار)                      | 4.60 مليار     | 11.50 مليار                 |
| الناتج المحلي الإجمالي (تعادل القوة الشرائية) بليون دولار | 5.23 مليار     | 35.51 مليار                 |
| الناتج المحلي الإجمالي الاسمي للفرد دولار أمريكي          | 8.39 ألف       | 401                         |
| الناتج المحلي الإجمالي للفرد دولار أمريكي                 | 12.53 ألف      | 1.44 ألف                    |
| مؤشر التنمية البشرية                                      | 0.706          | 0.510                       |
| رمز المكالمات الدولي                                      | +960           | +261                        |
| رمز الإنترنت                                              | .mv            | .mg                         |
| المنطقة الزمنية                                           | ت ع م+05:00    | ت ع م+03:00                 |

## منظمات دولية مشتركة
يشترك البلدان في عضوية مجموعة من المنظمات الدولية، منها:
| علم المنظمة | اسم المنظمة                        | تاريخ انضمام المالديف | تاريخ انضمام مدغشقر |
| ----------- | ---------------------------------- | --------------------- | ------------------- |
|             | وكالة ضمان الاستثمار متعدد الأطراف | 19 مايو 2005          | 8 يونيو 1988        |
|             | منظمة الشرطة الجنائية الدولية      | ?                     | ?                   |
|             | منظمة حظر الأسلحة الكيميائية       | ?                     | ?                   |
|             | منظمة التجارة العالمية             | ?                     | ?                   |
|             | الأمم المتحدة                      | 21 سبتمبر 1965        | 20 سبتمبر 1960      |
|             | مؤسسة التمويل الدولية              | 2 فبراير 1983         | 27 سبتمبر 1963      |
|             | يونسكو                             | 18 يوليو 1980         | 10 نوفمبر 1960      |
|             | مؤسسة التنمية الدولية              | 13 يناير 1978         | 25 سبتمبر 1963      |
|             | البنك الدولي للإنشاء والتعمير      | 13 يناير 1978         | 25 سبتمبر 1963      |
|             | الاتحاد البريدي العالمي            | ?                     | ?                   |
|             | الاتحاد الدولي للاتصالات           | 28 فبراير 1967        | 11 مايو 1961        |

## وصلات خارجية
- موقع وزارة الخارجية المالديفية